# SIMS statico
Il SIMS statico, o SSIMS (static secondary ion mass spectrometry) è una tecnica di spettrometria di massa, precisamente di spettrometria di massa a ioni secondari (SIMS). Trova grande applicazione nel campo dei beni culturali.
Il modo di lavoro del SIMS statico si chiama microscope mode.
La tecnica fu inventata da Benninghoven, Niehus e Steffens all'Università di Münster (Germania) nel 1969 e da Charles Evans e collaboratori.
La prima libreria spettrale per SIMS statico è stata pubblicata nel 1989.
La spettrometria di massa di ioni secondari è generalmente una tecnica distruttiva, poiché interagisce con il campione alterandolo. A seconda dell'intensità del fascio primario, e di conseguenza del processo di erosione, si fa però distinzione tra SIMS dinamico e SIMS statico, nel caso in cui la superficie analizzata non venga modificata durante l'analisi.
In realtà anche nel SIMS statico si ha alterazione della superficie del campione, sebbene essa sia assai limitata (in particolare utilizzando un fascio primario defocalizzato). La densità di corrente degli ioni primari è infatti così piccola che solo una parte trascurabile del primo strato della superficie (tipicamente 1%) è perso durante l'analisi.
Nel SIMS statico sono necessari tempi di analisi (tempi di erosione) di alcune ore per consumare interamente un solo strato molecolare.
Gli strumenti per la tecnica di SIMSI statico usano generalmente sorgenti pulsate di ioni primari e analizzatori a tempo di volo.
Sviluppi recenti si stanno concentrando su nuove fonti di ioni primari come fullerene o cluster di oro e bismuto.

## Confronto tra SIMS statico e SIMS dinamico
| Caratteristiche del SIMS Dinamico | Caratteristiche del SIMS Statico |
| --- | --- |
| - Alta sensibilità (fino a 1 ppb) - Rilevazione di tutti gli elementi e isotopi da H a U (1÷500 amu) - Nessuna informazione sui legami chimici - Buona risoluzione spaziale - Tecnica distruttiva - Permette la quantificazione - Richiede medio/alto vuoto (circa 10-6 Pa) - Tempo di analisi: sec/min | - Buona sensibilità (fino a 1 ppm) - Rilevazione di tutti gli elementi e isotopi anche di materiali organici (1÷10.000 amu) - Qualche informazione sui legami chimici - Buona/discreta risoluzione spaziale - Tecnica non distruttiva - Difficile la quantificazione - Alto vuoto (circa 10-9 Pa) - Tempo di analisi: ore |